# Liste der Naturdenkmale in Bad Herrenalb
| Naturdenkmale | Anzahl |
| ------------- | ------ |
| FND           | 5      |
| END           | 5      |
| Gesamt        | 10     |

Die Liste der Naturdenkmale in Bad Herrenalb nennt die verordneten Naturdenkmale (ND) der im baden-württembergischen Landkreis Calw liegenden Stadt Bad Herrenalb. In Bad Herrenalb gibt es insgesamt zehn als Naturdenkmal geschützte Objekte, davon fünf flächenhafte Naturdenkmale (FND) und fünf Einzelgebilde-Naturdenkmale (END).
Stand: 31. Oktober 2016.

## Flächenhafte Naturdenkmale (FND)
| Name                     | Bild | Kennung     | Einzelheiten | Position | Fläche Hektar | Datum         |
| ------------------------ | ---- | ----------- | --- | -------- | ------------- | ------------- |
| Bernsteinfelsen          |      | 82160150001 | Gaggenau, Bad Herrenalb | ⊙        | 1,6           | 5. Nov. 2007  |
| Falkenstein              |      | 82350330006 | Bad Herrenalb Ca. 80 m hohe turmartige Felsgruppe aus Gesteinen des Oberen Rotliegend. Sie sind infolge der unmittelbaren Nähe der Bernbacher Verwerfung verkieselt und gegen Erosion widerstandsfähig. Klettergebiet auch als Falkenfelsen bezeichnet. | ⊙        | 0,0           | 22. Okt. 1949 |
| Mauzenstein              |      | 82350330007 | Gaggenau, Bad Herrenalb | ⊙        | 0,0           | 22. Okt. 1949 |
| Steilufer                | BW   | 82350330009 | Bad Herrenalb | ⊙        | 0,4           | 4. Sep. 1953  |
| Zwölf Apostel            |      | 82350330008 | Bad Herrenalb | ⊙        | 0,7           | 4. Sep. 1953  |
| Legende für Naturdenkmal |      |             | |          |               |               |

## Einzelgebilde (END)
| Name                             | Bild | Kennung     | Einzelheiten  | Position | Fläche Hektar | Datum         |
| -------------------------------- | ---- | ----------- | ------------- | -------- | ------------- | ------------- |
| Forche auf der Klosterruine      |      | 82350330001 | Bad Herrenalb | ⊙        | 0,0           | 29. Okt. 1952 |
| Friedenslinde im Gaistal         | BW   | 82350330003 | Bad Herrenalb | ⊙        | 0,0           | 29. Okt. 1952 |
| Gruppe von Douglastannen         | BW   | 82350330004 | Bad Herrenalb | ⊙        | 0,0           | 29. Okt. 1952 |
| Linde am Straßeneck beim Postamt | BW   | 82350330002 | Bad Herrenalb | ⊙        | 0,0           | 29. Okt. 1952 |
| Weidbuchengruppe                 | BW   | 82350330005 | Bad Herrenalb | ⊙        | 0,0           | 29. Okt. 1952 |
| Legende für Naturdenkmal         |      |             |               |          |               |               |